# Schloss Freudenfels

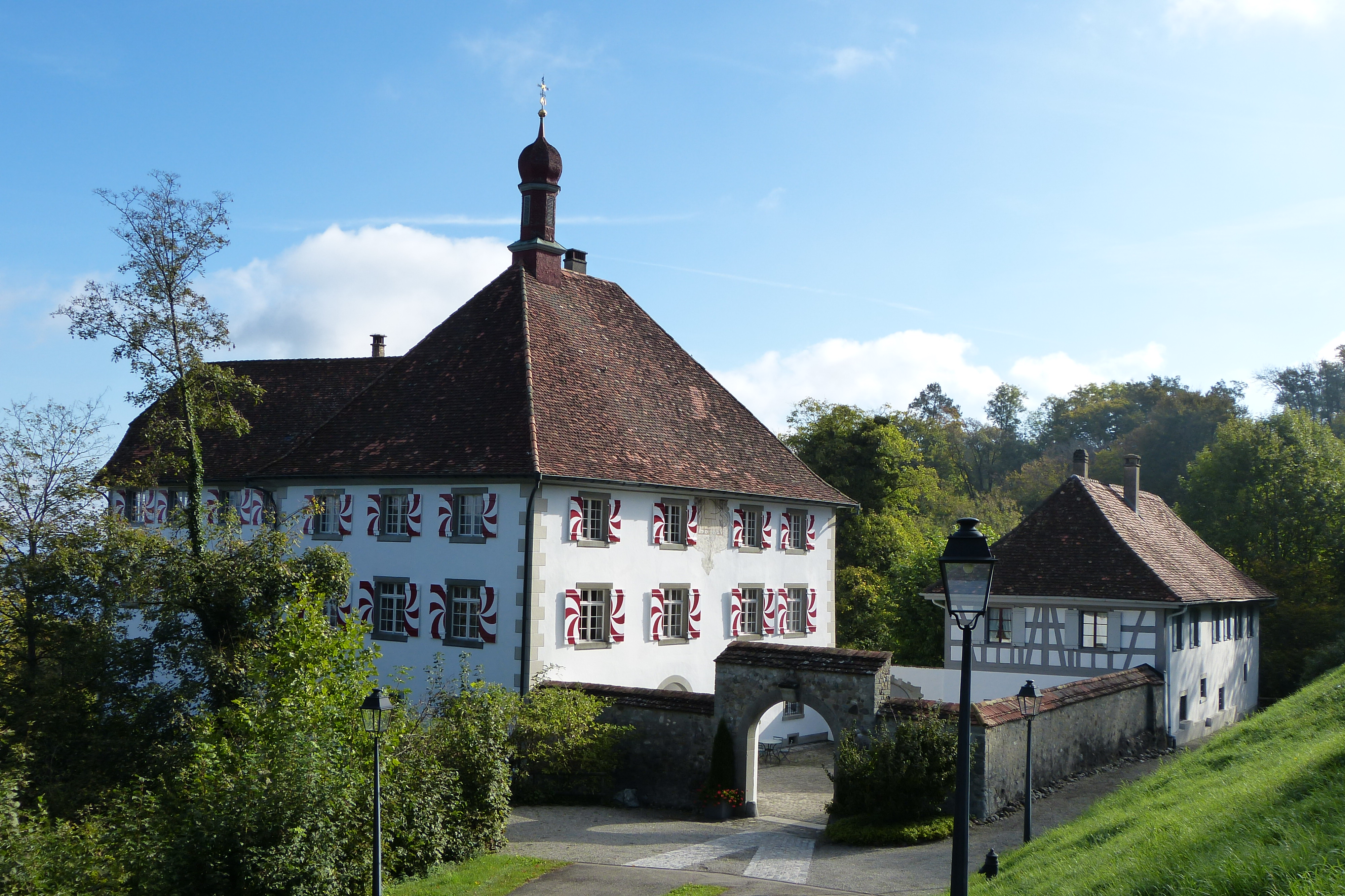
Schloss Freudenfels von Südwesten

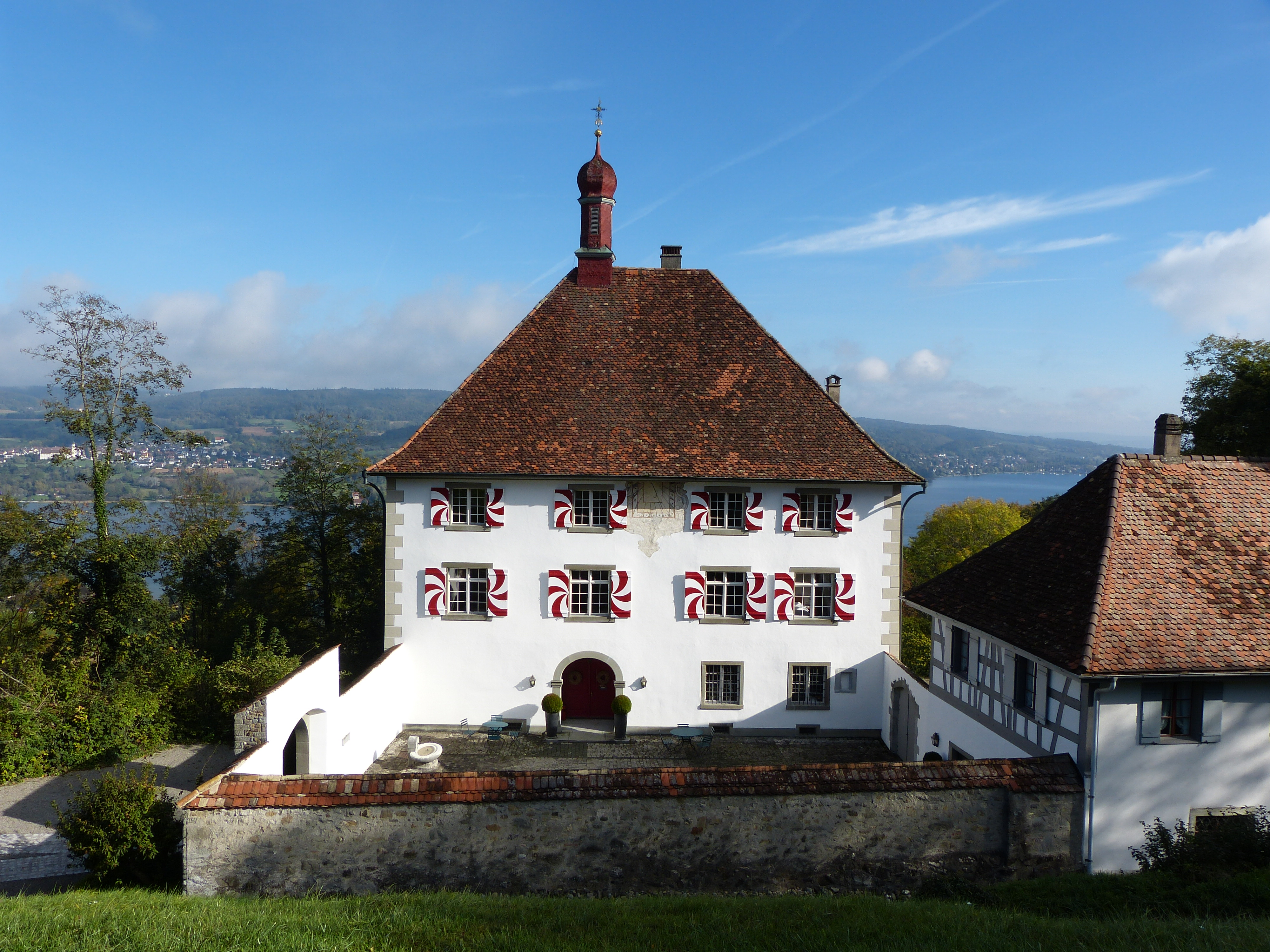
Schloss Freudenfels von Süden

Schloss Freudenfels gehört zur Gemeinde Eschenz im Kanton Thurgau (Schweiz) und steht am Südufer des Untersees auf einem Felssporn. Es ist seit 1623 im Besitz des Klosters Einsiedeln und seit 1996 an die «Liechtenstein Academy Foundation» verpachtet.

## Geschichte
Schloss Freudenfels wurde vermutlich im 12. oder 13. Jahrhundert von den Herren von Eschenz als Wehr- und Wohnturm auf einem Felssporn einen Kilometer südöstlich von Eschenz erbaut. Mit den Burgen Hohenklingen und Oberstaad diente diese Wehranlage der Sicherung des Verkehrsknotenpunkts bei Stein am Rhein. Gleichzeitig wurde von hier aus die gleichnamige Gerichtsherrschaft verwaltet.
Erstmals erwähnt wurde Burg Freudenfels 1359 beim Übergang von den Herren von Hohenklingen an die Herzöge von Österreich. Der mittelalterliche Wehrturm wurde 1617 umgebaut und um einen Wohntrakt erweitert.
Nach zahlreichen Eigentümerwechseln gelangten Burg und Herrschaft Freudenfels 1623 in den Besitz des Klosters Einsiedeln, welches diese mit dem Einsiedler Amt Eschenz zur Gerichtsherrschaft Freudenfels-Eschenz vereinte. Der Erwerb geschah auf Betreiben von Augustin Hofmann (1556–1629), Fürstabt des Klosters Einsiedeln, und der schweizerischen Benediktiner-Kongregation, welche die Rekatholisierung der Gegend vorantreiben wollte. Die Gerichtsherrschaft Freudenfels-Eschenz umfasste ungefähr das Gebiet der heutigen Gemeinde Eschenz sowie Güter in Kaltenbach, Wagenhausen und Nussbaumen. Schloss Freudenfels war der Sitz des Einsiedler Statthalters seit dem Erwerb 1623 bis 1985 und von 1730 bis 1922 auch Residenz des katholischen Pfarrers von Eschenz, eines Einsiedler Paters.
Ab 1692 erfolgte eine Renovierung der Anlage durch den Architekten und Einsiedler Laienbruder Caspar Moosbrugger (1656–1723). 1747 beauftragte der Einsiedler Abt Nicolaus Imfeld den Baumeister Frank Singer (1701–1757) mit der barocke Umgestaltung des Schlosses Freudenfels, welches so sein heutiges Aussehen erhielt und fortan auch als Sommersitz der Mönche des Klosters Einsiedeln diente.
Im Zug der Helvetik (1798–1803) verlor die Herrschaft Freudenfels-Eschenz ihre gerichtsherrlichen Privilegien und schmolz nach und nach zu dem, was sie heute ist: Schlossanlage und Landwirtschaftsbetrieb, aber beides immer noch in Einsiedler Besitz.
1988 wurden das Schloss Freudenfels mit den Nebengebäuden an das Bauunternehmen Marti Holding AG verpachtet, welche die Anlage 1989–1992 zu einer Aus- und Weiterbildungsstätte umbaute. Seit 1996 ist der Pächter die «Schloss Freudenfels AG», welche sich über die «Liechtenstein Academy Foundation» im Besitz des Fürstenhauses von Liechtenstein befindet und das Schloss als Veranstaltungsort für Feste und Seminare nutzt.

## Umgebung
- Etwa 800 Meter östlich vom Schloss Freudenfels befindet sich ebenfalls erhöht am Südufer des Untersees die Wallfahrtskirche Klingenzell, welche 1705 der Schmerzensmutter Maria geweiht wurde.
- Knapp einen Kilometer südöstlich von Schloss Freudenfels liegt eine ehemalige Hochwacht, welche zur Burg Hohenklingen gehörte und als Grenzsicherung und Brandwache diente. In den 1930er Jahren entstand dort der Artilleriebeobachtungsbunker A 5600 ⊙ der Schweizer Grenzbefestigung.